# Sekhutlane
Sekhutlane è un villaggio del Botswana situato nel distretto Meridionale, sottodistretto di Barolong. Il villaggio, secondo il censimento del 2011, conta 871 abitanti.

## Località
Nel territorio del villaggio sono presenti le seguenti 13 località:
- Dipineng,
- Itekeng di 33 abitanti,
- kakweyane,
- Kgogosane di 10 abitanti,
- Khonyana,
- Kobosi di 22 abitanti,
- Longaneng/ Dithotana di 25 abitanti,
- Moshupa di 10 abitanti,
- Motsing,
- Ntlhantlhe di 12 abitanti,
- Paralatlou,
- Sekhutlane Cattlepost di 39 abitanti,
- Sekhutlane Lands di 9 abitanti